# پادیلا (کائوکا)
پادیلا (انگلیسی: Padilla, Cauca) یک منطقه مسکونی در کشور کلمبیا است.